# Mörk gräslöpare
Mörk gräslöpare (Philorhizus notatus) är en skalbaggsart som först beskrevs av Stephens 1827.  Mörk gräslöpare ingår i släktet Philorhizus, och familjen jordlöpare. Arten är reproducerande i Sverige.